# Cúp bóng chuyền nam châu Á 2012
Cúp bóng chuyền nam vô địch châu Á 2012 được tổ chức tại Nhà thi đấu thể dục, thể thao thành phố Vĩnh Yên, Vĩnh Yên, Vĩnh Phúc, Việt Nam.

## Chia bảng
Các đội được gieo hạt giống dựa trên thứ hạng cuối cùng của họ tại Giải bóng chuyền nam Vô địch châu Á 2011.
| Bảng A                                                      | Bảng B                                     |
| ----------------------------------------------------------- | ------------------------------------------ |
| Việt Nam (Chủ nhà) · Hàn Quốc (3rd) · Nhật Bản · Pakistan * | Iran (1st) · Trung Quốc (2nd) · Úc · Ấn Độ |

* Pakistan rút lui và được thay thế bởi  Myanmar.

## Vòng bảng

### Bảng A
|      |          | Trận đấu | Trận đấu | Điểm | Set | Set | Set   | Điểm | Điểm | Điểm  |
| Hạng | Đội      | T        | B        | Điểm | T   | B   | Tỉ lệ | T    | B    | Tỉ lệ |
| ---- | -------- | -------- | -------- | ---- | --- | --- | ----- | ---- | ---- | ----- |
| 1    | Nhật Bản | 3        | 0        | 9    | 9   | 0   | MAX   | 225  | 179  | 1.257 |
| 2    | Hàn Quốc | 2        | 1        | 6    | 6   | 4   | 1.500 | 246  | 233  | 1.056 |
| 3    | Việt Nam | 1        | 2        | 3    | 3   | 6   | 0.500 | 204  | 204  | 1.000 |
| 4    | Myanmar  | 0        | 3        | 0    | 1   | 9   | 0.111 | 191  | 250  | 0.764 |

| Ngày       | Thời gian |          | Điểm |          | Set 1 | Set 2 | Set 3 | Set 4 | Set 5 | Tổng   | Nguồn  |
| ---------- | --------- | -------- | ---- | -------- | ----- | ----- | ----- | ----- | ----- | ------ | ------ |
| 01 tháng 9 | 19:30     | Myanmar  | 0–3  | Việt Nam | 15–25 | 18–25 | 15–25 |       |       | 48–75  | Report |
| 01 tháng 9 | 21:00     | Hàn Quốc | 0–3  | Nhật Bản | 20–25 | 22–25 | 23–25 |       |       | 65–75  | Report |
| 02 tháng 9 | 18:00     | Myanmar  | 1–3  | Hàn Quốc | 27–25 | 23–25 | 20–25 | 21–25 |       | 91–100 | Report |
| 02 tháng 9 | 20:00     | Việt Nam | 0–3  | Nhật Bản | 23–25 | 19–25 | 20–25 |       |       | 62–75  | Report |
| 03 tháng 9 | 18:00     | Hàn Quốc | 3–0  | Việt Nam | 25–21 | 25–17 | 31–29 |       |       | 81–67  | Report |
| 03 tháng 9 | 20:00     | Nhật Bản | 3–0  | Myanmar  | 25–18 | 25–19 | 25–15 |       |       | 75–52  | Report |

### Bảng B
|      |            | Trận đấu | Trận đấu | Điểm | Set | Set | Set   | Điểm | Điểm | Điểm  |
| Hạng | Đội        | T        | B        | Điểm | T   | B   | Tỉ lệ | T    | B    | Tỉ lệ |
| ---- | ---------- | -------- | -------- | ---- | --- | --- | ----- | ---- | ---- | ----- |
| 1    | Iran       | 3        | 0        | 8    | 9   | 4   | 2.250 | 313  | 279  | 1.122 |
| 2    | Trung Quốc | 2        | 1        | 7    | 8   | 4   | 2.000 | 276  | 247  | 1.117 |
| 3    | Ấn Độ      | 1        | 2        | 3    | 5   | 6   | 0.833 | 251  | 266  | 0.944 |
| 4    | Úc         | 0        | 3        | 0    | 1   | 9   | 0.111 | 203  | 251  | 0.809 |

| Ngày       | Thời gian |            | Điểm |            | Set 1 | Set 2 | Set 3 | Set 4 | Set 5 | Tổng    | Nguồn  |
| ---------- | --------- | ---------- | ---- | ---------- | ----- | ----- | ----- | ----- | ----- | ------- | ------ |
| 01 tháng 9 | 14:00     | Iran       | 3–2  | Trung Quốc | 25–21 | 22–25 | 22–25 | 25–19 | 15–11 | 109–101 | Report |
| 01 tháng 9 | 16:00     | Ấn Độ      | 3–0  | Úc         | 25–18 | 25–22 | 25–23 |       |       | 75–63   | Report |
| 02 tháng 9 | 14:00     | Iran       | 3–1  | Ấn Độ      | 26–24 | 27–29 | 27–25 | 25–22 |       | 105–100 | Report |
| 02 tháng 9 | 16:00     | Trung Quốc | 3–0  | Úc         | 27–25 | 25–15 | 25–22 |       |       | 77–62   | Report |
| 03 tháng 9 | 14:00     | Ấn Độ      | 1–3  | Trung Quốc | 17–25 | 25–23 | 17–25 | 17–25 |       | 76–98   | Report |
| 03 tháng 9 | 16:00     | Úc         | 1–3  | Iran       | 18–25 | 26–24 | 18–25 | 16–25 |       | 78–99   | Report |

## Vòng chung kết
|  | Tứ kết               | Tứ kết               |                      |   | Bán kết      | Bán kết      |  |  | Chung kết | Chung kết |
|  |                      |                      |                      |   |              |              |  |  |           |           |
|  | 5 tháng 9 – Vĩnh Yên |                      |                      |   |              |              |  |  |           |           |
|  |                      |                      |                      |   |              |              |  |  |           |           |
|  | Iran                 | 3                    |                      |   |              |              |  |  |           |           |
|  | Iran                 | 3                    | 6 tháng 9 – Vĩnh Yên |   |              |              |  |  |           |           |
|  | Myanmar              | 0                    |                      |   |              |              |  |  |           |           |
|  | Myanmar              | 0                    | Iran                 | 3 |              |              |  |  |           |           |
|  | 5 tháng 9 – Vĩnh Yên |                      | Iran                 | 3 |              |              |  |  |           |           |
|  |                      | Ấn Độ                | 0                    |   |              |              |  |  |           |           |
|  | Hàn Quốc             | Ấn Độ                | 0                    | 2 |              |              |  |  |           |           |
|  | Hàn Quốc             |                      | 7 tháng 9 – Vĩnh Yên | 2 |              |              |  |  |           |           |
|  | Ấn Độ                | 3                    |                      |   |              |              |  |  |           |           |
|  | Ấn Độ                | 3                    | Iran                 | 1 |              |              |  |  |           |           |
|  | 5 tháng 9 – Vĩnh Yên |                      | Iran                 | 1 |              |              |  |  |           |           |
|  |                      | Trung Quốc           | 3                    |   |              |              |  |  |           |           |
|  | Nhật Bản             | Trung Quốc           | 3                    | 3 |              |              |  |  |           |           |
|  | Nhật Bản             | 6 tháng 9 – Vĩnh Yên |                      | 3 |              |              |  |  |           |           |
|  | Úc                   | 0                    |                      |   |              |              |  |  |           |           |
|  | Úc                   | 0                    | Nhật Bản             | 0 |              |              |  |  |           |           |
|  | 5 tháng 9 – Vĩnh Yên |                      | Nhật Bản             | 0 |              |              |  |  |           |           |
|  |                      | Trung Quốc           | 3                    |   | Tranh hạng 3 | Tranh hạng 3 |  |  |           |           |
|  | Trung Quốc           | Trung Quốc           | 3                    | 3 | Tranh hạng 3 | Tranh hạng 3 |  |  |           |           |
|  | Trung Quốc           |                      | 7 tháng 9 – Vĩnh Yên | 3 |              |              |  |  |           |           |
|  | Việt Nam             | 0                    |                      |   |              |              |  |  |           |           |
|  | Việt Nam             | 0                    | Ấn Độ                | 1 |              |              |  |  |           |           |
|  |                      |                      |                      |   |              |              |  |  |           |           |
|  | Nhật Bản             | 3                    |                      |   |              |              |  |  |           |           |
|  | Nhật Bản             | 3                    |                      |   |              |              |  |  |           |           |

|  | Phân hạng 5-8        | Phân hạng 5-8 |                      |   | Tranh hạng 5 | Tranh hạng 5 |
|  |                      |               |                      |   |              |              |
|  | 6 tháng 9 – Vĩnh Yên |               |                      |   |              |              |
|  |                      |               |                      |   |              |              |
|  | Myanmar              | 0             |                      |   |              |              |
|  | Myanmar              | 0             | 7 tháng 9 – Vĩnh Yên |   |              |              |
|  | Hàn Quốc             | 3             |                      |   |              |              |
|  | Hàn Quốc             | 3             | Hàn Quốc             | 3 |              |              |
|  | 6 tháng 9 – Vĩnh Yên |               | Hàn Quốc             | 3 |              |              |
|  |                      | Việt Nam      | 0                    |   |              |              |
|  | Úc                   | Việt Nam      | 0                    | 1 |              |              |
|  | Úc                   |               |                      | 1 |              |              |
|  | Việt Nam             | 3             |                      |   |              |              |
|  | Việt Nam             | 3             | Tranh hạng 7         |   |              |              |
|  |                      |               |                      |   |              |              |
|  | 7 tháng 9 – Vĩnh Yên |               |                      |   |              |              |
|  |                      |               |                      |   |              |              |
|  | Myanmar              | 0             |                      |   |              |              |
|  | Myanmar              | 0             |                      |   |              |              |
|  | Úc                   | 3             |                      |   |              |              |

### Tứ kết
| Ngày       | Thời gian |            | Điểm |          | Set 1 | Set 2 | Set 3 | Set 4 | Set 5 | Tổng    | Nguồn |
| ---------- | --------- | ---------- | ---- | -------- | ----- | ----- | ----- | ----- | ----- | ------- | ----- |
| 05 tháng 9 | 14:00     | Hàn Quốc   | 2–3  | Ấn Độ    | 25–27 | 25–14 | 20–25 | 25–23 | 15–17 | 110–106 |       |
| 05 tháng 9 | 16:00     | Nhật Bản   | 3–0  | Úc       | 25–17 | 30–28 | 25–20 |       |       | 80–65   |       |
| 05 tháng 9 | 18:00     | Iran       | 3–0  | Myanmar  | 25–17 | 25–9  | 25–12 |       |       | 75–38   |       |
| 05 tháng 9 | 20:00     | Trung Quốc | 3–0  | Việt Nam | 25–17 | 25–7  | 25–9  |       |       | 75–33   |       |

### Phân hạng 5-8
| Ngày       | Thời gian |         | Điểm |          | Set 1 | Set 2 | Set 3 | Set 4 | Set 5 | Tổng  | Nguồn  |
| ---------- | --------- | ------- | ---- | -------- | ----- | ----- | ----- | ----- | ----- | ----- | ------ |
| 06 tháng 9 | 14:00     | Myanmar | 0–3  | Hàn Quốc | 19–25 | 12–25 | 13–25 |       |       | 44–75 | Report |
| 06 tháng 9 | 16:00     | Úc      | 1–3  | Việt Nam | 23–25 | 25–21 | 21–25 | 21–25 |       | 90–96 | Report |

### Bán kết
| Ngày       | Thời gian |          | Điểm |            | Set 1 | Set 2 | Set 3 | Set 4 | Set 5 | Tổng  | Nguồn  |
| ---------- | --------- | -------- | ---- | ---------- | ----- | ----- | ----- | ----- | ----- | ----- | ------ |
| 06 tháng 9 | 18:00     | Nhật Bản | 0–3  | Trung Quốc | 20–25 | 22–25 | 22–25 |       |       | 64–75 | Report |
| 06 tháng 9 | 20:00     | Iran     | 3–0  | Ấn Độ      | 25–23 | 25–13 | 25–23 |       |       | 75–59 | Report |

### Tranh hạng 7
| Ngày       | Thời gian |         | Điểm |    | Set 1 | Set 2 | Set 3 | Set 4 | Set 5 | Tổng  | Nguồn |
| ---------- | --------- | ------- | ---- | -- | ----- | ----- | ----- | ----- | ----- | ----- | ----- |
| 07 tháng 9 | 14:00     | Myanmar | 0–3  | Úc | 22–25 | 21–25 | 17–25 |       |       | 60–75 |       |

### Tranh hạng 5
| Ngày       | Thời gian |          | Điểm |          | Set 1 | Set 2 | Set 3 | Set 4 | Set 5 | Tổng  | Nguồn |
| ---------- | --------- | -------- | ---- | -------- | ----- | ----- | ----- | ----- | ----- | ----- | ----- |
| 07 tháng 9 | 16:00     | Hàn Quốc | 3–0  | Việt Nam | 25–22 | 25–18 | 25–19 |       |       | 75–59 |       |

### Tranh hạng 3
| Ngày       | Thời gian |       | Điểm |          | Set 1 | Set 2 | Set 3 | Set 4 | Set 5 | Tổng  | Nguồn |
| ---------- | --------- | ----- | ---- | -------- | ----- | ----- | ----- | ----- | ----- | ----- | ----- |
| 07 tháng 9 | 18:00     | Ấn Độ | 1–3  | Nhật Bản | 25–16 | 18–25 | 20–25 | 21–25 |       | 84–91 |       |

### Chung kết
| Ngày       | Thời gian |      | Điểm |            | Set 1 | Set 2 | Set 3 | Set 4 | Set 5 | Tổng  | Nguồn |
| ---------- | --------- | ---- | ---- | ---------- | ----- | ----- | ----- | ----- | ----- | ----- | ----- |
| 07 tháng 9 | 20:00     | Iran | 1–3  | Trung Quốc | 18–25 | 14–25 | 25–13 | 29–31 |       | 86–94 |       |

## Xếp hạng chung cuộc
| Hạng | Đội        |
| ---- | ---------- |
| 1    | Trung Quốc |
| 2    | Iran       |
| 3    | Nhật Bản   |
| 4    | Ấn Độ      |
| 5    | Hàn Quốc   |
| 6    | Việt Nam   |
| 7    | Úc         |
| 8    | Myanmar    |

| 2012 Asian Cup Champions |
| ------------------------ |
| · Trung Quốc · Lần 1     |

## Danh hiệu cá nhân
- Vận động viên toàn diện:  Zhan Guojun
- Ghi điểm tốt nhất:  Gurinder Singh
- Chủ công xuất sắc nhất:  Zhong Weijun
- Chắn bóng tốt nhất:  Alireza Jadidi
- Phát bóng tốt nhất:  Mohammad Taher Vadi
- Chuyền hai xuất sắc nhất:  Hideomi Fukatsu
- Libero xuất sắc nhất:  Kong Fanwei